# Amplinus convexus
Amplinus convexus är en mångfotingart som först beskrevs av Carl 1902.  Amplinus convexus ingår i släktet Amplinus och familjen Aphelidesmidae. Inga underarter finns listade i Catalogue of Life.